# 重庆商报
《重庆商报》，由重庆商报社于1997年创刊，重庆日报报业集团旗下报刊，是一份面向重庆本土的大众综合性都市报。
《重庆商报》创刊于1997年1月1日，拥有独立的发行公司与印务公司。2006年，被评为全国十大创新都市报。2006年、2007年，连续两年获得“最具影响力财经状元媒”。2018年8月，报刊取消周末发行。